# Schwabsroth
Schwabsroth ist ein Gemeindeteil der Gemeinde Geslau im Landkreis Ansbach (Mittelfranken, Bayern). Die Gemarkung Schwabsroth hat eine Fläche von 14,333 km². Sie ist in 1101 Flurstücke aufgeteilt, die eine durchschnittliche Fläche von 13.017,97 m² haben. In ihr liegen neben dem namensgebenden Ort die Gemeindeteile Lauterbach, Oberbreitenau, Oberndorf, Reinswinden und Unterbreitenau.

## Geografie
Das Dorf liegt am südlichen Rand der Frankenhöhe. Die Kreisstraße AN 7 führt an Reinswinden vorbei nach Oberndorf (1,7 km südlich) bzw. nach Geslau zur Staatsstraße 2250 (1,2 km nördlich). Eine Gemeindeverbindungsstraße führt nach Kreuth (2,3 km östlich).

## Geschichte
Im 16-Punkte-Bericht des brandenburg-ansbachischen Oberamts Colmberg von 1608 wurden für Schwabsroth 7 Mannschaften verzeichnet, die alle das Kastenamt Colmberg als Grundherrn hatten. Das Hochgericht übte das Vogtamt Colmberg aus. Im 16-Punkte-Bericht des Oberamts Colmberg von 1681 waren für Schwabsroth 8 Mannschaften verzeichnet.
Gegen Ende des 18. Jahrhunderts gab es in Schwabsroth 11 Anwesen (3 Höfe, 4 Halbhöfe, 3 Söldengütlein, 1 Leerhaus). Das Hochgericht und die Dorf- und Gemeindeherrschaft übte weiterhin das Vogtamt Colmberg aus. Alle Anwesen hatten das Kastenamt Colmberg als Grundherrn. Neben den Anwesen gab es noch kommunale Gebäude (Hirtenhaus, Brechhaus). Es gab zu dieser Zeit 12 Untertansfamilien. Von 1797 bis 1808 unterstand der Ort dem Justizamt Leutershausen und Kammeramt Colmberg.
1806 kam Schwabsroth an das Königreich Bayern. Im Rahmen des Gemeindeedikts wurde 1808 der Steuerdistrikt Schwabsroth gebildet, zu dem Lauterbach, Oberbreitenau, Oberndorf, Reinswinden und Unterbreitenau gehörten. Die Ruralgemeinde Schwabsroth entstand 1810 und war deckungsgleich mit dem Steuerdistrikt. Sie war in Verwaltung und Gerichtsbarkeit dem Landgericht Leutershausen zugeordnet und in der Finanzverwaltung dem Rentamt Colmberg. Von 1862 bis 1879 gehörte Schwabsroth zum Bezirksamt Ansbach, ab 1880 zum Bezirksamt Rothenburg ob der Tauber (1939 in Landkreis Rothenburg ob der Tauber umbenannt). Die Gerichtsbarkeit blieb beim Landgericht Leutershausen, von 1880 bis 1973 war das Amtsgericht Rothenburg ob der Tauber zuständig, das seit 1973 eine Zweigstelle des Amtsgerichts Ansbach ist. Die Finanzverwaltung wurde 1880 vom Rentamt Rothenburg ob der Tauber übernommen (1919 in Finanzamt Rothenburg ob der Tauber umbenannt, seit 1973 Zweigstelle des Finanzamts Ansbach). Die Gemeinde hatte 1964 eine Gebietsfläche von 14,351 km².
Am 1. Januar 1972 wurde Schwabsroth im Zuge der Gebietsreform in Bayern nach Geslau eingemeindet.

### Baudenkmäler
- zehn Grenzsteine, 1617; zwischen dem Heiligenbaum und der Speier Steige am westlichen Höhenrand der Frankenhöhe[16]

### Einwohnerentwicklung
Gemeinde Schwabsroth
| Jahr      | 1818   | 1840   | 1852   | 1855   | 1861   | 1867   | 1871   | 1875   | 1880   | 1885   | 1890   | 1895   | 1900   | 1905   | 1910   | 1919   | 1925   | 1933   | 1939   | 1946   | 1950   | 1952   | 1961   | 1970   |
| Einwohner | 436    | 438    | 409    | 409    | 437    | 432    | 453    | 450    | 457    | 436    | 438    | 427    | 434    | 440    | 442    | 428    | 407    | 408    | 385    | 499    | 488    | 412    | 328    | 347    |
| Häuser    | 89     | 88     |        |        |        |        | 86     |        |        | 83     | 81     |        | 78     |        |        |        | 75     |        |        |        | 75     |        | 73     |        |
| Quelle    | [ 18 ] | [ 19 ] | [ 20 ] | [ 20 ] | [ 21 ] | [ 22 ] | [ 23 ] | [ 24 ] | [ 25 ] | [ 26 ] | [ 27 ] | [ 28 ] | [ 29 ] | [ 28 ] | [ 30 ] | [ 28 ] | [ 31 ] | [ 28 ] | [ 28 ] | [ 28 ] | [ 32 ] | [ 28 ] | [ 13 ] | [ 33 ] |

Ort Schwabsroth
| Jahr      | 001818 | 001840 | 001861 | 001871 | 001885 | 001900 | 001925 | 001950 | 001961 | 001970 | 001987 |
| Einwohner | 79     | 71     | 72     | 80     | 69     | 67     | 74     | 91     | 62     | 59     | 56     |
| Häuser    | 15     | 14     |        |        | 15     | 15     | 14     | 14     | 13     |        | 11     |
| Quelle    | [ 18 ] | [ 19 ] | [ 21 ] | [ 23 ] | [ 26 ] | [ 29 ] | [ 31 ] | [ 32 ] | [ 13 ] | [ 33 ] | [ 1 ]  |

## Religion
Der Ort ist seit der Reformation evangelisch-lutherisch geprägt und bis heute nach St. Kilian (Geslau) gepfarrt. Die Einwohner römisch-katholischer Konfession sind nach St. Johannis (Rothenburg ob der Tauber) gepfarrt.

## Persönlichkeiten
- Rudolf Schwemmbauer (1943–2022), Landrat des Landkreises Ansbach von 2002 bis 2012, in Schwabsroth geboren